# Roniel Iglesias
Roniel Iglesias Sotolongo (* 14. August 1988 in Pinar del Río) ist ein kubanischer Boxer. Er gilt als einer der besten Boxer der Welt und wurde unter anderem Weltmeister 2009 sowie Olympiasieger 2012 und 2020.

## Werdegang
Roniel Iglesias gewann bereits 2005 im Alter von 16 Jahren die Kubanischen Meisterschaften der Erwachsenen im Fliegengewicht. 2008, 2010 und 2011 wurde er Kubanischer Meister im Halbweltergewicht, sowie von 2012 bis 2018 gleich sieben Mal in Folge Kubanischer Meister im Weltergewicht. Sein größter Erfolg im Jugendbereich war der Gewinn der Goldmedaille im Leichtgewicht bei der Junioren-Weltmeisterschaft 2006 in Agadir.
Bei Panamerikameisterschaften gewann er 2005 eine Bronzemedaille im Fliegengewicht, 2008, 2009 und 2010 jeweils eine Goldmedaille im Halbweltergewicht, sowie 2015 und 2017 jeweils eine Goldmedaille im Weltergewicht.
Darüber hinaus gewann er die Goldmedaille im Halbweltergewicht bei den Panamerikanischen Spielen 2011, sowie im Weltergewicht die Silbermedaille bei den Panamerikanischen Spielen 2015 und die Goldmedaille bei den Panamerikanischen Spielen 2019.
Zudem gewann er im Weltergewicht jeweils die Zentralamerika- und Karibikspiele 2014 und 2018.
Bei seinen ersten Weltmeisterschaften, 2009 in Mailand, gewann er auf Anhieb die Goldmedaille im Halbweltergewicht, nachdem er unter anderem Urantschimegiin Mönch-Erdene und Frankie Gomez besiegt hatte. Nachdem er 2011 in Baku in der zweiten Vorrunde gegen Denys Berintschyk und 2015 in Doha im Viertelfinale gegen Pərviz Bağırov ausgeschieden war, gewann er bei der WM 2017 in Hamburg die Silbermedaille im Weltergewicht, nachdem er im Finale gegen Shaxram Gʻiyosov verloren hatte. Im Halbfinale siegte er gegen Abass Baraou. 2019 in Jekaterinburg schied er im Viertelfinale gegen Andrei Samkowoi aus. Bei der WM 2021 in Belgrad verlor er völlig überraschend aufgrund einer Cutverletzung durch Abbruch nach der ersten Runde gegen den Jordanier Zeyad Iashaish, welcher zu diesem Zeitpunkt nach Punkten führte. Bei seiner inzwischen siebenten WM-Teilnahme, 2023 in Taschkent, schied er im Viertelfinale gegen Asadxoʻja Moʻydinxoʻjayev auf einem fünften Platz aus.
Nach dem Gewinn der amerikanischen Qualifikation in Port of Spain, nahm er an den Olympischen Spielen 2008 in Peking teil, wo er Babou Smaila, Driss Moussaid und Gennadi Kowaljow besiegen konnte, ehe er im Halbfinale mit einer Bronzemedaille im Halbweltergewicht gegen Manus Boonjumnong ausschied.
2012 gewann er erneut die amerikanische Olympiaqualifikation in Rio de Janeiro und startete daraufhin bei den Olympischen Spielen 2012 in London, wo er mit Siegen gegen César Villarraga, Éverton Lopes, Uktamjon Rachmonow, Vincenzo Mangiacapre und diesmal auch gegen Denys Berintschyk, die Goldmedaille im Halbweltergewicht erreichte.
Auch 2016 gewann er die amerikanische Qualifikation in Buenos Aires zur Teilnahme an den Olympischen Spielen 2016 in Rio de Janeiro, wo er Vladimir Margaryan besiegen konnte, jedoch im Viertelfinale des Weltergewichts gegen Shaxram Gʻiyosov unterlag.
Aufgrund seiner Ranglistenplatzierung erhielt er von der IOC Task Force einen Startplatz bei den 2021 in Tokio ausgetragenen Olympischen Spielen 2020, wo er sich erneut die Goldmedaille im Weltergewicht sichern konnte. Er besiegte dabei Sewon Okazawa, Delante Johnson, Andrei Samkowoi und Pat McCormack.

### World Series of Boxing
Er boxte von 2014 bis 2018 für die kubanische Mannschaft in der World Series of Boxing und gewann 25 seiner 31 Kämpfe. Kuba wurde dabei 2014, 2016 und 2018 Meister, sowie 2015 und 2017 Vizemeister.

### Weitere Erfolge
- Juni 2018: 1. Platz Chemiepokal in Deutschland[30]
- Oktober 2014: 1. Platz Mohamed VI Trophy in Marokko[31]
- Februar 2013: 1. Platz Independence Cup in der Dominikanischen Republik[32]
- Juni 2012: 1. Platz Giraldo Cordova Cardin Tournament in Kuba[33]
- März 2012: 1. Platz Grand Prix Usti in Tschechien[34]
- Juli 2011: 1. Platz Bolivarian Alternative Games in Venezuela[35]
- Juni 2011: 1. Platz Giraldo Cordova Cardin Tournament in Kuba[36]
- Juni 2011: 1. Platz Batalla de Carabobo in Venezuela[37]
- Februar 2010: 1. Platz Strandja Tournament in Bulgarien[38]
- Dezember 2008: 1. Platz Weltcup in Moskau[39]
- Mai 2008: 1. Platz Klichko Brothers Tournament in der Ukraine[40]
- Februar 2008: 2. Platz Strandja Tournament in Bulgarien[41]
- Februar 2008: 1. Platz Independence Cup in der Dominikanischen Republik[42]
- März 2006: 2. Platz Independence Cup in der Dominikanischen Republik[43]
- April 2005: 1. Platz Giraldo Cordova Cardin Tournament in Kuba[44]